# (73694) 1991 RL15
(73694) 1991 RL15 – planetoida z pasa głównego asteroid okrążająca Słońce w ciągu 5,6 lat w średniej odległości 3,15 j.a. Została odkryta 15 września 1991 roku.